# أوريدو الكويت
شركة أوريدو للاتصالات هي شركة اتصالات كويتية كانت تُسمى سابقاً بـشركة الوطنية للاتصالات تأسست في 12 أكتوبر 1997 لتكون ثاني شركة اتصالات كويتية والأولى التي تعود ملكيتها للقطاع الخاص.

## تاريخ
تأسست شركة أوريدو للاتصالات في 12 أكتوبر 1997 وبدأت العمل التجاري في 1999، وبذلك تكون ثاني شركة تقدم خدمات الهواتف المحمولة في الكويت. كان اسم الشركة سابقاً هو الشركة الوطنية للاتصالات وغُيّر إلى الاسم الحالي في 23 مايو عام 2014 والهدف من هذا الاسم هو لجعلها شركةً دولية في كل المقاييس. في مارس 2007 قامت شركة مشاريع الكويت القابضة ببيع حصتها في الشركة لشركة كيوتل القطرية بقيمة 967 مليون دينار كويتي (4.600 دينار كويتي للسهم). وتعد تلك الصفقة هي الأكبر في القطاع الخاص الكويتي.
تعد الشركة واحدة من أكبر مشغلي الاتصالات المتنقلة في الكويت، والأكثر قدرة على المنافسة وسرعة الانتشار في سوق الهاتف المحمول حيث نمت بنسبة 115% لتقدم خدماتها لنحو 1.460.000 مليون عميل في الكويت وحدها.

## الخدمات والمنتجات
يوجد لدى أوريدو مجموعة متنوعة واسعة من أجهزة الآيفون والجالكسي سواء للدفع المسبق أو الآجل بالإضافة إلى خدمة الإنترنت وخدمات أخرى.

## استحقاقات الشركة
في يونيو من عام 2010، أطلقت العلامة التجارية الجديدة للشركة بشكلها المميز، مما منحها قوة وحضور أكبر في السوق الكويتي، وجعلها في موقع مميز وبارز بين منافسيها، وكان هذا عاملا مساعدا في حصولها على جائزة «أفضل علامة تجارية في الكويت» لعام 2010 من قبل منظمة «سوبر براندز» في الكويت، تلتها جائزة الأداء المميز من مجلة «CommsMEA الاتصالات- الشرق الأوسط وأفريقيا» في دبي خلال شهر نوفمبر 2010. وفي بدايات العام 2011، تواصل الوطنية تحقيق النجاحات تلو الآخر بحصولها على جائزة «أفضل شركة اتصالات» لعام 2010 وذلك حسب مؤشر «سيرفس هيرو» في الكويت بالإضافة إلى جائزة شرفية لأفضل مزود لخدمات الإنترنت.

## المالك
انطلقت الشركة تجارياً في عام 1999 كأول شركة نقال تعود ملكيتها بالكامل للقطاع الخاص في الكويت وتم إدراجها في البورصة الكويتية تحت اسم الوطنية للاتصالات (watanyia) قبل أن يتغير اسمها في 2014 إلى اسم أوريدو، وللشركة اليوم 6 أفرع موزعة على 6 دول هي جزر المالديف والمملكة العربية السعودية وتونس والجزائر وفلسطين.